# 石川裕紀人
石川 裕紀人（いしかわ ゆきと、1995年9月22日 - ）は日本中央競馬会 (JRA) の騎手。美浦トレーニングセンターの相沢郁厩舎所属。

## 来歴
両親が競馬ファンであり、小学3年生で乗馬クラブに通い始める。2011年3月に聖徳学園中学校を卒業。2011年4月にJRA競馬学校騎手課程に第30期生として入学。2014年に騎手免許を取得し、相沢郁厩舎所属でデビュー。目標とする騎手はライアン・ムーア。競馬学校の同期には、井上敏樹、小崎綾也、木幡初也、松若風馬、義英真がいる。
2014年3月1日、中山競馬第7競走で初騎乗（16頭立ての11着）。同年6月1日、東京競馬第2競走で初勝利（47戦目）。同年は12勝し、木幡初也とともに民放競馬記者クラブ賞を受賞した。
2015年4月18日に中山競馬第8競走で落馬し、右鎖骨骨折。同年5月30日に東京競馬第2競走で復帰した。同年8月23日に見習騎手の減量制度の区切りである通算31勝目、同年12月20日に通算51勝目をあげた。同年12月27日に有馬記念でG1初騎乗をした。同年は40勝を挙げ、中央競馬騎手年間ホープ賞を受賞した。
2017年7月2日、ラジオNIKKEI賞で2番人気セダブリランテスに騎乗し、デビュー4年目で重賞初制覇。
2019年のスプリングステークスでは師匠である相沢厩舎が管理するエメラルファイトに騎乗、10番人気という伏兵ながら好騎乗を見せ重賞2勝目。自厩舎の馬で初めての重賞制覇を決めた。
2022年のチャンピオンズカップで3番人気のジュンライトボルトに騎乗し、デビュー9年目にしてG1競走初制覇を達成した。
2024年8月18日、新潟1Rでミラーダカリエンテが1着となり、5529戦目で現役47人目となるJRA通算300勝を達成。また同馬を管理する自厩舎の相沢郁調教師もJRA通算500勝目であり、師弟でのメモリアルVとなった。

## エピソード
- 凱旋門賞を勝つことが昔からの夢で、競馬学校の2次試験の面接で「凱旋門賞を日本人で初めて勝つのは僕です!」と言った[14]。
- 2016年に競馬情報サイトnetkeiba.comでバレットを募集し、大井競馬場で3年間厩務員として従事していた6つ年上の渡部渉を採用した[15]。
- 2024年8月18日、JRA通算300勝の表彰インタビューで8月14日に結婚した事を報告[13]。

## 代表騎乗馬

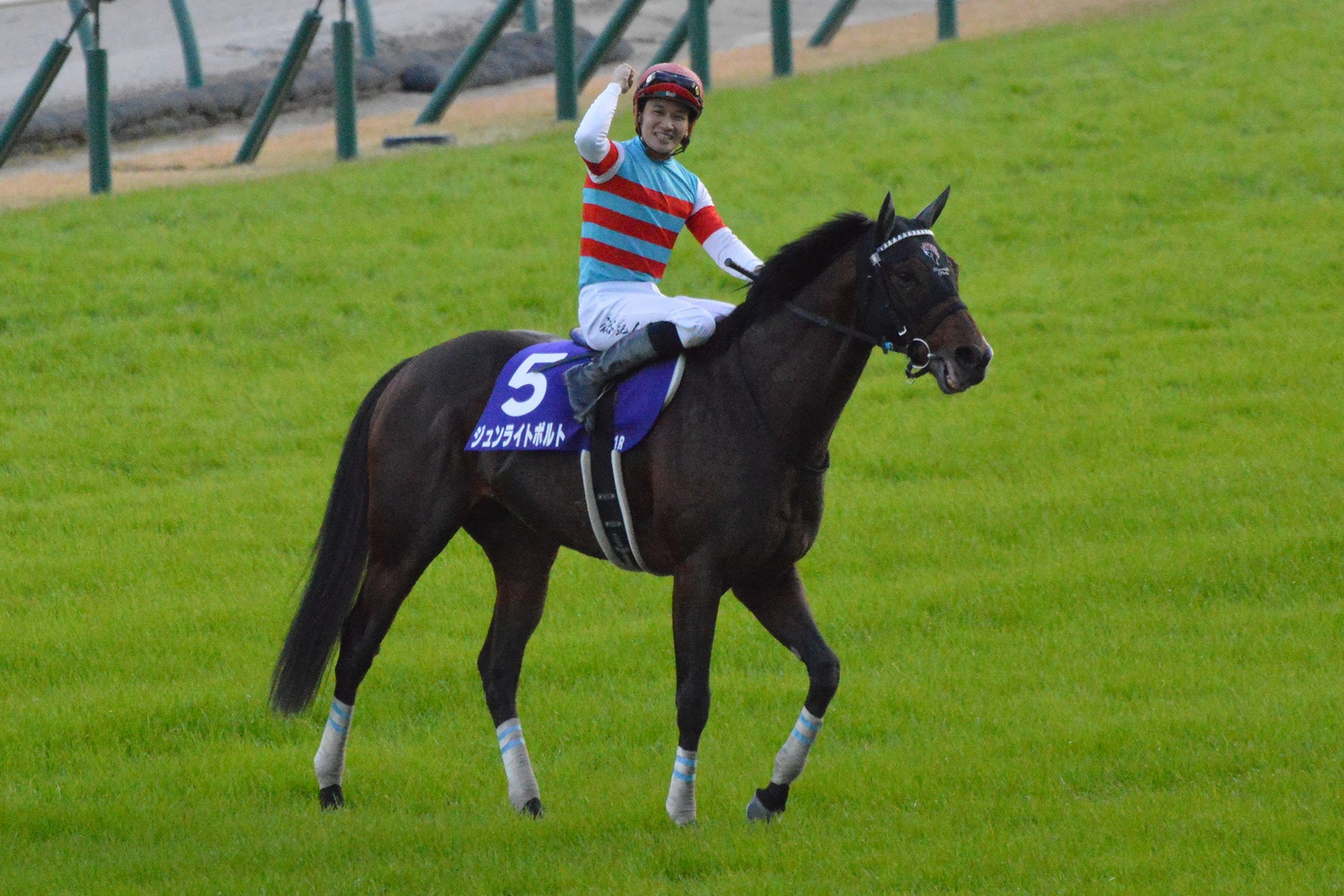
ジュンライトボルト号に騎乗する石川
（2022年チャンピオンズカップ）

### GI競走優勝馬
太字はGI競走を示す
- ジュンライトボルト（2022年シリウスステークス、チャンピオンズカップ）[16]

### 重賞競走優勝馬
- セダブリランテス （2017年ラジオNIKKEI賞）
- エメラルファイト （2019年スプリングステークス）
- ブラックホール （2019年札幌2歳ステークス）
- ナムラカメタロー（2020年佐賀記念）
- テリトーリアル（2021年小倉大賞典）
- オールアットワンス（2021年・2023年アイビスサマーダッシュ）[17]
- クリスマスパレード（2024年紫苑ステークス）
- イミグラントソング（2025年ニュージーランドトロフィー）

## 騎乗成績
|            | 日付           | 競馬場・開催  | 競走名               | 馬名               | 頭数 | 人気 | 着順 |
| ---------- | -------------- | ------------- | -------------------- | ------------------ | ---- | ---- | ---- |
| 初騎乗     | 2014年3月1日   | 2回中山1日7R  | 4歳上500万下         | ミストフェリーズ   | 16頭 | 12   | 11着 |
| 初勝利     | 2014年6月1日   | 2回東京12日2R | 3歳未勝利            | ニシノソラカラ     | 16頭 | 11   | 1着  |
| 重賞初騎乗 | 2014年12月20日 | 4回中京5日11R | 愛知杯               | コーディリア       | 18頭 | 9    | 14着 |
| 重賞初勝利 | 2017年7月2日   | 2回福島2日11R | ラジオNIKKEI賞       | セダブリランテス   | 12頭 | 2    | 1着  |
| GI初騎乗   | 2015年12月27日 | 5回中山8日10R | 有馬記念             | オーシャンブルー   | 16頭 | 15   | 15着 |
| GI初勝利   | 2022年12月4日  | 6回中京2日11R | チャンピオンズカップ | ジュンライトボルト | 16頭 | 3    | 1着  |

| 年度   | 1着 | 2着 | 3着 | 騎乗数 | 勝率 | 連対率 | 複勝率 | 表彰                     |
| ------ | --- | --- | --- | ------ | ---- | ------ | ------ | ------------------------ |
| 2014年 | 12  | 16  | 14  | 340    | .035 | .082   | .124   | 民放競馬記者クラブ賞     |
| 2015年 | 40  | 35  | 49  | 717    | .056 | .105   | .173   | 中央競馬騎手年間ホープ賞 |
| 2016年 | 43  | 35  | 56  | 709    | .061 | .110   | .189   |                          |
| 2017年 | 20  | 25  | 23  | 358    | .056 | .126   | .190   |                          |
| 2018年 | 20  | 20  | 27  | 453    | .044 | .088   | .148   |                          |
| 2019年 | 28  | 15  | 26  | 377    | .063 | .096   | .158   |                          |
| 2020年 | 15  | 39  | 19  | 498    | .033 | .108   | .147   |                          |
| 中央   | 178 | 185 | 216 | 3521   | .051 | .103   | .164   |                          |
| 地方   | 2   | 1   | 2   | 16     | .125 | .188   | .313   |                          |